# English Rose
English Rose – kompilacyjny album zespołu Fleetwood Mac z 1969 roku.

## Lista utworów
| 1.  | „Stop Messin’ Round” (Adams, Green) | 2:22  |
|     |                                     |       |
| 2.  | „Jigsaw Puzzle Blues” (Kirwan)      | 1:36  |
|     |                                     |       |
| 3.  | „Doctor Brown” (Brown, Glasco)      | 3:46  |
|     |                                     |       |
| 4.  | „Something Inside of Me” (Kirwan)   | 3:57  |
|     |                                     |       |
| 5.  | „Evenin’ Boogie” (Spencer)          | 2:42  |
|     |                                     |       |
| 6.  | „Love That Burns” (Adams, Green)    | 5:05  |
|     |                                     |       |
| 7.  | „Black Magic Woman” (Green)         | 2:48  |
|     |                                     |       |
| 8.  | „I’ve Lost My Baby” (Spencer)       | 4:17  |
|     |                                     |       |
| 9.  | „One Sunny Day” (Kirwan)            | 3:12  |
|     |                                     |       |
| 10. | „Without You” (Kirwan)              | 4:40  |
|     |                                     |       |
| 11. | „Coming Home” (James)               | 2:40  |
|     |                                     |       |
| 12. | „Albatross” (Green)                 | 3:09  |
|     |                                     |       |
|     |                                     | 40:14 |
|     |                                     |       |

## Twórcy
- Peter Green - wokal, gitara, harmonijka
- Jeremy Spencer - wokal, slide gitara
- Danny Kirwan - wokal, elektryczna gitara
- John McVie - bas
- Mick Fleetwood - perkusja